# Albert Pagels

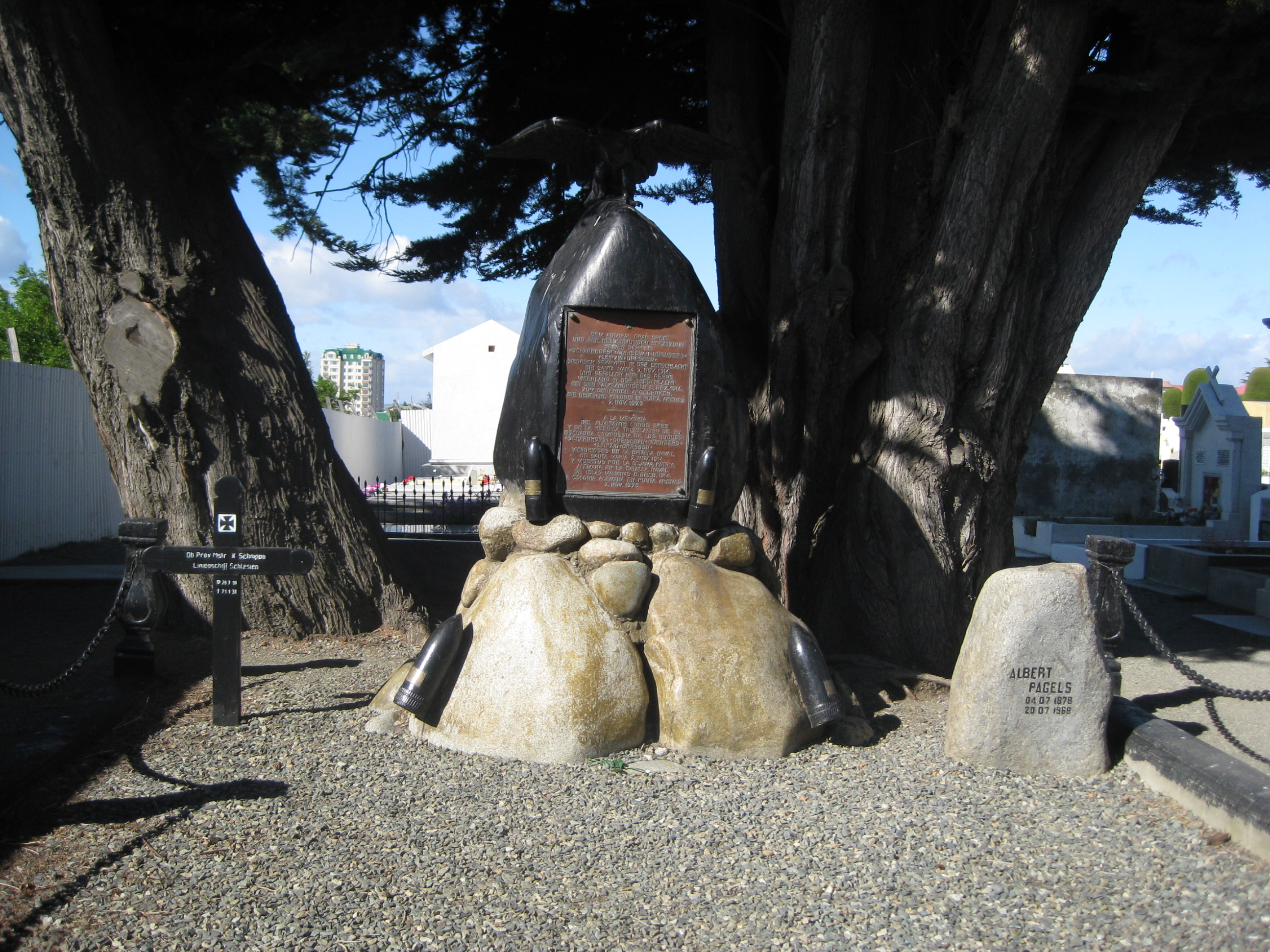
Der Grabstein für Albert Pagels (auf dem Bild rechts) neben dem Gedenkstein für die Gefallenen der Falklandschlacht auf dem Friedhof in Punta Arenas.

August Eduard Albert Pagels (* 4. Juli 1878 in Klein Kubitz auf Rügen; † 20. Juli 1966 in Punta Arenas) war ein deutscher Seemann. Er wurde bekannt im Zusammenhang mit der Flucht des deutschen Kreuzers Dresden vor britischen Schiffen zu Beginn des Ersten Weltkrieges.

## Leben
August Eduard Albert Pagels war viertes von fünf Kindern von Carolina Auguste Johanna Pagels geb. Pahnke (1849–?) und Carl Johann Ferdinand Pagels (1841–1921). Sein Vater war in jungen Jahren zur See gefahren, hatte sich Mitte der 1870er Jahre jedoch mit der Familie in Klein Kubitz niedergelassen und widmete sich fortan der Fischerei. Sein Sohn Albert wurde schon im jungen Alter von ihm im Fischerhandwerk geschult und wurde nach der Schulzeit Schiffsjunge. Er erreichte den Rang eines Bootsmannes auf einem Großschiff. 
Als Marinesoldat hatte Pagels sich in China mit Malaria infiziert. 1903 musste er wegen eines schweren Malaria-Anfalls in Südamerika abmustern. Auf ärztliches Anraten wurde er im klimatisch kühleren Süden Chiles, in Punta Arenas, sesshaft und gründete eine Familie. Mit dem ehemaligen (motorisierten) Rettungsboot eines Handelsdampfers betrieb er Fischfang, Pelztierjagd und Ausflugsreisen für Besucher Feuerlands.
Nach der Falklandschlacht beriet er die Schiffsführung des deutschen Kleinkreuzers Dresden bei der erfolgreichen Flucht vor der englischen Flotte und wurde dafür mit dem Eisernen Kreuz I. und II. Klasse ausgezeichnet. In dieser Zeit wurde die Tochter Anna Irene († 2009) geboren, über welche die Besatzung der Dresden die Patenschaft übernahm und welche deshalb als dritten Vornamen den Namen des Schiffes erhielt.
Albert Pagels beriet Gunther Plüschow bei dessen Expeditionen in den 1920er Jahren mit seinen detaillierten Ortskenntnissen.
Anfang 1939 holte der Regisseur Arnold Fanck Pagels als Berater für den Film Ein Robinson – Das Tagebuch eines Matrosen nach Deutschland. Nach Ausbruch des Zweiten Weltkriegs im September 1939 bestand für Pagels vorerst keine Möglichkeit zur Rückkehr nach Chile. Der Schriftsteller Friedrich Freksa nahm Kontakt zu ihm auf und bewog ihn, seine Memoiren zu veröffentlichen, die 1940 unter dem Titel Mein Leben in Deutschland erschienen.
Erst 1951 konnte Albert Pagels nach Chile zu seiner Familie zurückkehren. Hier war er unter anderem befreundet mit dem Schriftsteller Francisco Coloane. Seine letzten Lebensjahre verbrachte er in Armut.
Heute tragen ein kleiner See und ein Gletscher in Feuerland den Namen Pagels. Am 30. Juli 2010 wurde im alten Hafen Klein-Kubitz ein Gedenkstein für Kapitän Albert Pagels enthüllt.